# Église des Saintes-Femmes
L'église des Saintes-Femmes, ou plus précisément église des Saintes-Femmes-Porteuses-de-Myrrhe (en russe : церковь Жëн-мироносиц), est une petite église orthodoxe de Pskov en Russie, datant du XVIe siècle.

## Historique
Cette église située au cimetière du même nom se trouve dans le quartier de Zaviélitchié (c'est-à-dire: au-delà de la rivière Velikaïa). Son architecture a été étudiée par l'érudit et architecte local, Iouri Spegalski (1909-1969).
L'église, consacrée en 1546, est dédiée aux saintes femmes porteuses de myrrhe qui portèrent des onguents et de la myrrhe au tombeau du Christ au matin de Pâques.
Une première église de bois est construite en 1537 dans un terrain servant de fosses communes. Elle est détruite par un incendie et remplacée par l'église actuelle de pierre qui est consacrée en 1546. Son clocher a disparu. Une petite chapelle à côté est construite en 1878 pour les Vieux-Croyants retournés à l'Église orthodoxe en gardant leurs propres rites. Elle a été démolie au début de la période stalinienne. L'église quant à elle est fermée au culte dans les années 1930 et sert de hangar.
L'église est restaurée en 1955-1956. Elle est rendue au culte en 1989. Une école de maîtres de chœur y est établie depuis 1992. Elle sert également d'église au cimetière du même nom.

## Architecture

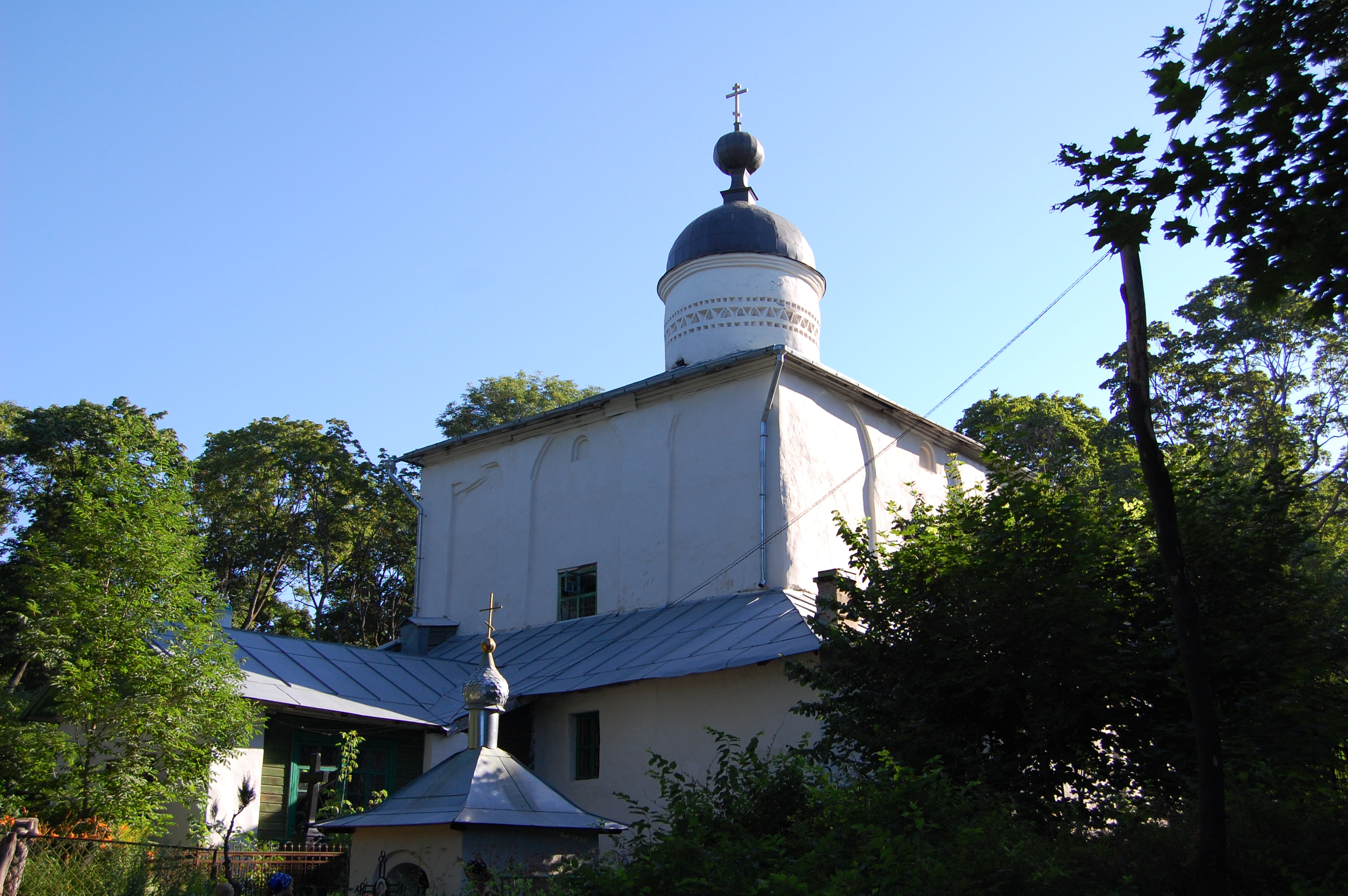
Vue de l'église avec sa petite chapelle devant

Iouri Spegalski décrit ainsi l'église des Saintes-Femmes : « Construite en 1546 à l'emplacement de l'ancienne, elle se présente avec une nef rectangulaire surmontée par une coupole supportée par des piliers en simples arcs de plein cintre et une chapelle absidiale (qui n'existe plus) sans doute au sud. Elle est décorée en façades de zakomari, c'est-à-dire de lésènes formant des bandes verticales à arc en plein cintre, [typiques de l'architecture religieuse de l'époque]. De l'ancienne chapelle absidiale, ne demeure qu'une partie avec fenêtres et petits orifices, le reste ayant été construit au XIXe siècle. Le mur aveugle du côté ouest et son ancienne galerie se sont écroulés au XIXe siècle et a été reconstruit. Le clocheton n'existe plus. L'ancienne entrée de l'église est restée inchangée. Une petite chapelle funéraire du tournant des XVIe et XVIIe siècles se trouve du côté sud-ouest. Les stucs extérieurs ont été refaits dans les années 1950 de manière plus simple. »
Trois petites absides en demi cercle ferment le mur ouest dont les hauteurs différentes sont inférieures à la nef, les deux absides étant inférieures à celle du milieu. Elles sont décorées de corniches aux ornements très simples.
L'église est surmontée d'une petite coupole hémisphérique aplatie surmontée d'une flèche récente, dissimulée en grande partie par un petit globe et couronnée d'une croix à huit bouts, sur un tambour cylindrique à frise et à fenêtres aveugles.

## Source
- (ru) Cet article est partiellement ou en totalité issu de l’article de Wikipédia en russe intitulé « Жен-мироносиц (Псков) » (voir la liste des auteurs).